# Hedgerley
Hedgerley – wieś w Anglii, w hrabstwie Buckinghamshire, w dystrykcie (unitary authority) Buckinghamshire. Leży 34 km na zachód od centrum Londynu. W 2001 miejscowość liczyła 884 mieszkańców.